# Rafael Farga i Pellicer
Pour les articles homonymes, voir Pellicer.
Rafael Farga i Pellicer, né à Barcelone le 12 août 1844, mort dans la même ville le 14 août 1890 a été un important militant syndicaliste de Catalogne de la seconde moitié du XIXe siècle, d'orientation libertaire, ainsi qu'un typographe.

## Biographie
Membre de l' Ateneu Obrer de la Classe Obrera (Athénée ouvrier de la classe ouvrière), il est l'un des fondateurs et secrétaire de la Direction Centrale des Sociétés Ouvrières de Barcelone en octobre 1868. Il participe à l'organisation du congrès ouvrier de Barcelone en décembre 1868, qu'il préside.
En septembre 1869, il assiste au quatrième congrès de l'Association internationale des travailleurs (AIT) à Bâle en tant que représentant du Centre fédéral des Sociétés ouvrières de Barcelone. Il est également membre de l'Alliance de la Démocratie socialiste de Bakounine dont il crée un groupe autonome catalan.
En juin 1870, la Fédération régionale espagnole (FRE), la section espagnole de la Première Internationale, décide de tenir son premier congrès. Barcelone est désignée pour le recevoir. Farga en est l'un des principaux organisateurs et le président.
Farga participe au congrès de l'AIT de La Haye (septembre 1872) et, après la scission de l'Internationale, du côté de la fraction anti-autoritaire, à ceux de Genève (septembre 1873) et de Bruxelles (septembre 1874, sous le pseudonyme de J. Gómez).
Une fois la FRE dissoute, il s'implique dans la fondation de la Fédération des travailleurs de la région espagnole (FTRE) avec Joseph Llunas et Anselmo Lorenzo.
Il fonde la revue Acracia (1886) et collabore aux journaux El Productor et La Federación. Il dirige également la Revista Social de 1872 à 1877.
En 1882, il publie une biographie de Giuseppe Garibaldi, Garibaldi, historia liberal del siglo XIX.
On lui attribue la paternité du néologisme Acracia (acratie). En 1886-1888, Pellicer utilise cette expression dans des articles publiés dans Acracia, journal qu'il a fondé à Barcelone avec Anselmo Lorenzo. Entre janvier et juillet 1887, il y publie une série de textes titrés « Acratismo societario ».

## Notices
- L'Éphéméride anarchiste : notice biographique.
- (ca) « Rafael Farga i Pellicer », Gran Enciclopèdia Catalana, sur enciclopedia.cat, Barcelone, Edicions 62..